# Adulis

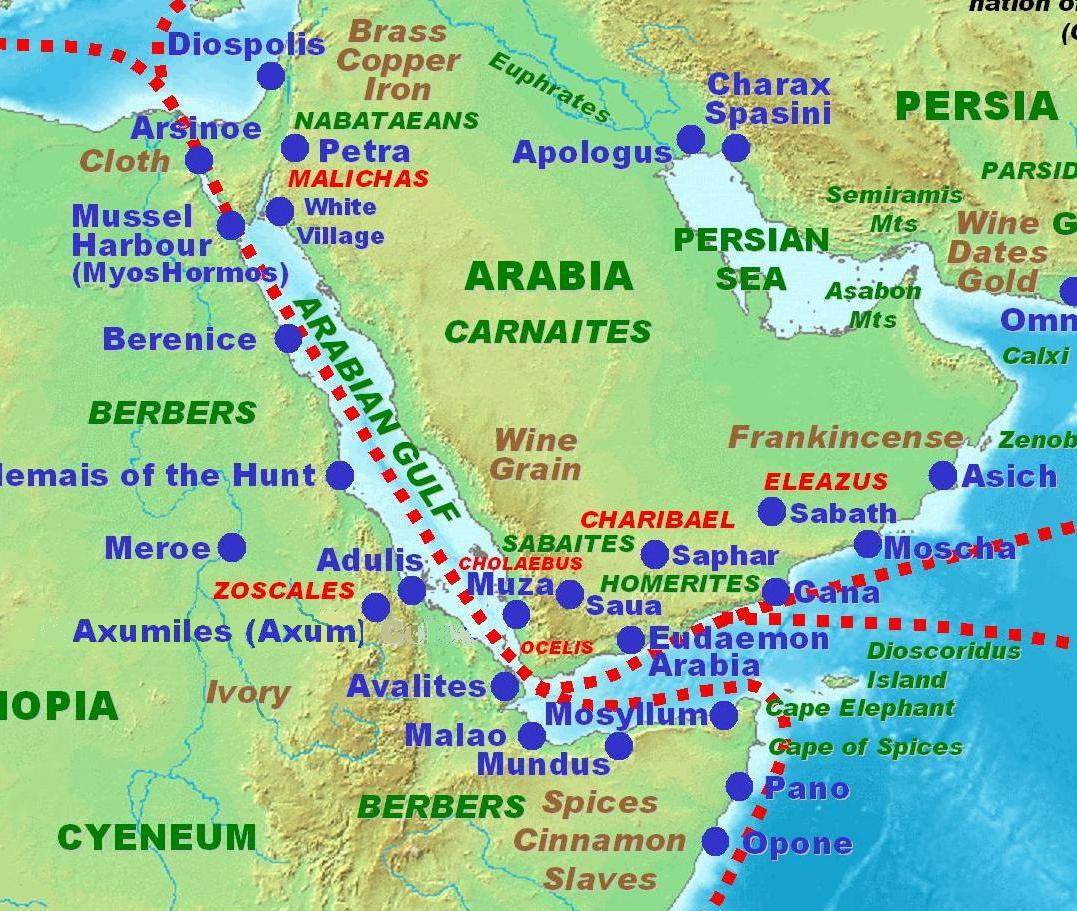
Adulis beschrieben in Periplus Maris Erythraei aus dem 1. Jahrhundert.

Adulis ((f. sg.), auch Adule) war eine noch nicht genau lokalisierte antike Handelsstadt am Roten Meer. Nach dem Periplus Maris Erythraei lag Adulis an einer Bucht an der Küste gegenüber der „Berginsel“ unterhalb von Ptolemais Theron, drei Tagesreisen von Koloe (Qohaito?) entfernt und acht Tagesreisen von Aksum. Möglicherweise sind die Ruinen südlich von Massaua am Habas in Eritrea die Reste der Stadt, möglicherweise ist die somalische Region Awdal eine für semitische Sprachen typische Metathese des antiken Stadtnamens.

## Geschichte und Bedeutung
In römischer Zeit wurden noch in der unmittelbaren Umgebung der Stadt Elefanten gejagt. Ansonsten kam das Elfenbein aus dem Binnenland und galt dem aus Muza überlegen. Unter Ptolemaios II. als Handelsniederlassung gegründet, war Adulis für lange Zeit die einzige Hafenstadt des Königreiches Aksum; für das 1. Jahrhundert n. Chr. ist dort ein Herrscher namens Zoskales belegt. Von Adulis wurde Elfenbein exportiert, und Metallwaren und Textilien wurden aus Ägypten und Indien importiert. Adulis war offensichtlich ein wichtiger Handelsposten beim Handel mit afrikanischen Waren und im Rahmen des Indienhandels. In spätantiker Zeit war Adulis eine christliche Stadt; sie scheint im 7./8. Jahrhundert untergegangen oder zerstört worden zu sein.

## Standort zweier wichtiger Inschriften
Aus Adulis stammt eine Inschrift auf einer Stele des Ptolemaios III. (regierte 247–222/221 v. Chr.), in der dieser König sich rühmt, das Seleukidenreich erobert zu haben und bis an die Grenzen Indiens vorgedrungen zu sein. Der historisch bedeutsame Text enthält keine genauere Datierung, lässt sich jedoch aufgrund der darin geschilderten politischen Verhältnisse (Dritter Syrischer Krieg) auf die Jahre 245/244 v. Chr. datieren. Er ist nicht im Original, sondern lediglich in einer Abschrift des Kosmas Indikopleustes aus dem 6. Jahrhundert erhalten geblieben. Zusätzlich zitiert Kosmas eine zweite Inschrift aus Adulis, die ein nicht genannter König in seinem 27. Regierungsjahr aufstellen ließ. Sie wird häufig mit einem aksumitischen König (etwa Ezana) in Verbindung gebracht, Beeston will sie allerdings dem himyarischen König Yasduq'il zuschreiben.